# کریل پریگودا
کریل پریگودا (روسی: Кирилл Геннадьевич Пригода؛ زادهٔ ۲۹ دسامبر ۱۹۹۵) ورزشکار ورزش شنا اهل روسیه است.
وی در مسابقات کشوری و بین‌المللی در مجموع برندهٔ ۱۰ مدال طلا، ۵ مدال نقره و ۵ مدال برنز شده‌است.